# Bunomys torajae
Bunomys torajae — вид пацюків (Rattini), ендемік Сулавесі, Індонезія.

## Морфологічна характеристика
Довжина голови й тулуба 156–210 мм, довжина хвоста 160–170 мм, довжина задніх лап 36–39 мм, довжина вух 26–28 мм, вага до 128 грамів. Волосяний покрив довгий, м'який і трохи шерстистий. Спинні частини темно-коричневі з жовто-коричневими відблисками, а нижні частини темно-сіро-жовті. Мордочка подовжена. Вуха відносно великі, темно-коричневі та злегка посипані дрібними волосками. Спинна частина лап коричнева з рожевими пальцями. Хвіст трохи коротший за голову і тулуб, коричнювато-сірий зверху і знизу, а у деяких особин кінчик білий.

## Середовище проживання
Вид відомий лише з тропічних нижньогірських лісів на висотах 2500 і 2600 метрів над рівнем моря на Гунунг Гандангдевата в хребті Куарлес, частині південного високогір'я західно-центрального гірського масиву Сулавесі. Вид наземний і нічний, тому що був знайдений на землі вночі в гірському лісі. Його дієта невідома.

## Загрози й охорона
Про загрози для цього виду нічого не відомо. Ліс у єдиному відомому населеному пункті наразі знаходиться в хорошому стані через місцеві культурні обмеження, проте ліс не має офіційної охорони з боку уряду Індонезії.